# Glattalp

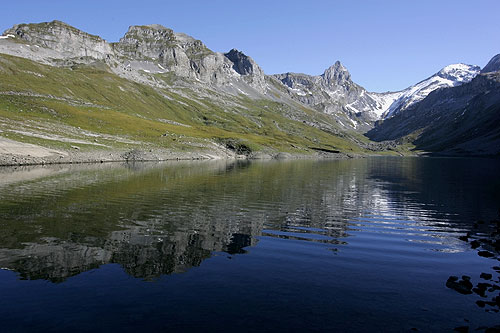
Glattalpsee mit Höch Turm und Ortstock

Die Glattalp liegt in einer Mulde oberhalb von Bisisthal im Kanton Schwyz in der Gemeinde Muotathal.

## Klima
Aufgrund der besonderen Lage in einer Mulde ohne oberirdischen Luftabfluss kann sich hier unter idealen Bedingungen (wolkenlos, kein Wind) ein Kaltluftsee ausbilden; dann kann die lokale Temperatur (am Boden) sehr tief absinken – im Winter sind Temperaturen unter minus 30 Grad Celsius bei Inversionswetterlagen die Regel.
Auf der Glattalp wurde am 7. Februar 1991 mit −52,5 °C der schweizerische Minusrekord gemessen. Die staatliche MeteoSchweiz (SMA) erkennt diesen Rekord jedoch nicht an, da dieser nicht verifizierbar sei und die Glattalp unbewohnt ist. So blieb La Brévine mit −41,8 °C am 12. Januar 1987 der offiziell kälteste Punkt der Schweiz.

## Erschliessung
Von Sahli aus fährt die Luftseilbahn Sahli–Glattalp zur Glattalp auf über 1850 m ü. M.
Dort befinden sich auch der Glattalpsee sowie ein Wasserkraftwerk der Elektrizitätswerke des Bezirks Schwyz.
Vor allem im Frühling ist die Glattalp wegen ihrer Blumenpracht ein beliebtes Ausflugsziel. Auch werden auf ihr Jungpferde gesömmert.

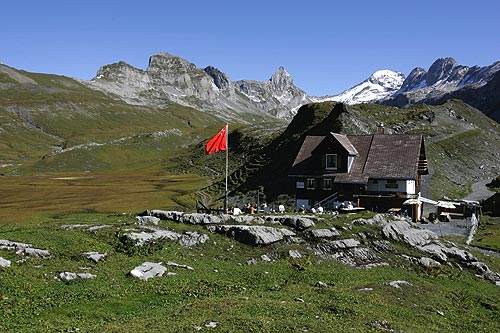
Glattalphütte

Im westlichen Teil der Glattalp liegt auf 1896 m ü. M. die im Jahr 1927 erbaute Glattalphütte.